# Durian Durian
Durian Durian (Liúlián piāopiāo) è un film del 2000 diretto da Fruit Chan.
La pellicola riprende il personaggio di Fan e la sua famiglia dall'opera precedente del regista, Il piccolo Cheung (1999).

## Trama
Yan, una giovane cinese delusa dalla provincia e in cerca di fortuna, e Fan, una ragazzina figlia di immigrati, si incontrano nel quartiere di Mongkok a Hong Kong, dove la prima lavora come prostituta. Per entrambe, nonostante nasca un'intensa ma breve amicizia, l'impatto con la metropoli avrà però conseguenze drammatiche e inaspettate. Tornata col suo ragazzo in patria, a Mudanjiang, Yan cercherà di far fruttare il denaro guadagnato.

## Distribuzione
È uscito in Italia direttamente in DVD il 2 febbraio 2010 grazie a BiM Distribuzione.

## Riconoscimenti
- 2000 - Mostra internazionale d'arte cinematografica di Venezia
  - In concorso per il Leone d'oro